# Sulculeolaria chuni
Sulculeolaria chuni är en nässeldjursart som först beskrevs av Adrien Jacques de Lens och Van Riemsdijk 1908.  Sulculeolaria chuni ingår i släktet Sulculeolaria och familjen Diphyidae. Inga underarter finns listade i Catalogue of Life.